# فلیپ مولاس لوپز
فلیپ مولاس لوپز (انگلیسی: Felipe Molas López؛ زاده ۱۰ ژوئیهٔ ۱۹۰۱ – درگذشته ۲ مارس ۱۹۵۴) سیاستمدار اهل پاراگوئه بود. وی از ۲۷ فوریه ۱۹۴۹ تا هنگام استعفا در ۱۰ سپتامبر ۱۹۴۹ رئیس‌جمهور این کشور بود.
فلیپ مولاس لوپز در ۲ مارس ۱۹۵۴، در سن ۵۲ سالگی درگذشت.